# Armaniinae
Armaniinae – wymarła podrodzina mrówek obejmująca 8 opisanych rodzajów.

## Rodzaje
- Archaeopone Dlussky, 1975
- Armania Dlussky, 1983
- Armaniella Dlussky, 1983
- Cretopone Dlussky, 1975
- Dolichomyrma Dlussky, 1975
- Petropone Dlussky, 1975
- Poneropterus Dlussky, 1983
- Pseudarmania Dlussky, 1983